# Pholidocarpus mucronatus
Pholidocarpus mucronatus är en enhjärtbladig växtart som beskrevs av Odoardo Beccari. Pholidocarpus mucronatus ingår i släktet Pholidocarpus och familjen Arecaceae. Inga underarter finns listade i Catalogue of Life.